# Oddział Pieniński PTTK w Krościenku nad Dunajcem
Oddział Pieniński PTTK w Krościenku nad Dunajcem – oddział Polskiego Towarzystwa Turystyczno-Krajoznawczego działający na terenie gmin: Krościenko nad Dunajcem, Czorsztyn i Ochotnica. Siedziba Oddziału znajduje się w Krościenku nad Dunajcem. Oddział krościeński wraz z Oddziałem Szczawnickim jest spadkobiercą i kontynuatorem tradycji Oddziału Pienińskiego Towarzystwa Tatrzańskiego (TT) i Oddziału Pienińskiego Polskiego Towarzystwa Tatrzańskiego (PTT). Posiada osobowość prawną i własny statut, oparty na statucie zarządu głównego PTTK. Prezesem oddziału jest Andrzej Sproch.

## Historia

### Oddział Pieniński TT i PTT (1893–1956)
Oddział Pieniński Towarzystwa Tatrzańskiego w Szczawnicy został powołany do życia 26 lipca 1893 roku.
W 1906 roku Walne Zgromadzenie zadecydowało o utworzeniu trzech biur Oddziału: w Czorsztynie, w Krościenku i w Szczawnicy Wyżnej. Biuro krościeńskie ulokowano w budynku apteki należącej do Józefa Waltera. Na wniosek Zygmunta Tałasiewicza (sędziego krościeńskiego sądu, członka Zarządu Oddziału) powołano trzy komisje (szczawnicką, krościeńską i czorsztyńską) mające zajmować się wykonywaniem zadań wyznaczonych przez Zarząd. Komisji krościeńskiej wyznaczono m.in. następujące zadania: oznaczenie szlaków na Trzy Korony, do Zamku Pienińskiego, na Czertezik, Sokolicę, Marszałek i Lubań. Staraniem Tałasiewicza krościeńska komisja zajęła się również zorganizowaniem trzech wycieczek dla członków Oddziału i ich gości.
W latach 1914–1923 działalność Oddziału Pienińskiego zamarła.
Pierwsze Nadzwyczajne Walne Zebranie Członków Oddziału Pienińskiego po wojnie odbyło się w dniu 27 maja 1923 roku.

### Oddział Pieniński PTTK w Krościenku nad Dunajcem (od 1956 roku)
- 6 marca 1956 roku – odbył się zjazd założycielski, w wyniku którego wybrano Zarząd Oddziału, w skład którego weszli: Eugeniusz Łaciak – prezes, Janusz Zaremba – wiceprezes, Stanisława Kołodziejska – skarbnik i Barbara Żukowska – sekretarz. W tym samym roku powstały koła terenowe: Koło w Krościenku i Koło Flisackie. W grudniu podjęto decyzję o organizacji kursu przewodnickiego, który skończyło w następnym roku 15 kandydatów.
- 1957–1960 – odbył się kolejny kurs przewodników.
- 1957 – Oddział w Krościenku uruchomił kiosk pamiątkarski i bufet na przystani flisackiej w Czorsztynie.
- 1958 – prezesem Oddziału został Roman Hirkawski. W tym samym roku część przewodników górskich należących do Oddziału zorganizowała przy Oddziale sekcję ratownictwa górskiego. Pierwszym kierownikiem pienińskiej sekcji ratownictwa górskiego był jeden ze współzałożycieli Oddziału w Krościenku – Józef Gabryś. Powstało Koło Strażników Ochrony Przyrody.
- 1959 – Zarząd Oddziału PTTK w Krościenku uruchomił kawiarnię. Zaczęły swoją działalność komisje: turystyki kajakowej, górskiej i narciarskiej, komisja krajoznawcza oraz komisja ochrony przyrody i zabytków.
- 1963 – nastąpił dynamiczny rozwój obsługi turystów, założono nowe stacje turystyczne: w Krościenku, Czorsztynie, Kluszkowcach, Maniowach oraz Ochotnicy Górnej i Dolnej.
- 1965 – Oddział zajął się organizacją spływów Przełomem Dunajca(zajmował się tym przez kilka lat).
- 1969 – zorganizowano trzeci kurs przewodników beskidzkich pod przewodnictwem Jana Jagły. W tym czasie aktywnie działały koła terenowe w Krościenku, Czorsztynie, Sromowcach, Kluszkowcach, Ochotnicy i Tylmanowej. Z własnych środków Oddziału zakupiono budynek, w którym obecnie mieści się siedziba Zarządu Oddziału.
- 15 maja 1973 roku rozpoczęto budowę schroniska na Lubaniu. Uroczyste otwarcie tego obiektu, zakwalifikowanego jako bacówka, nastąpiło 15 grudnia 1975 roku.
- 4 marca 1974 roku doszło do porozumienia pomiędzy Zarządami Oddziałów PTTK w Szczawnicy i w Krościenku w sprawie połączenia obu tych Oddziałów i zwołania specjalnego Zjazdu Założycielskiego.
- 31 marca 1974 roku – z obu rozwiązanych odpowiednimi uchwałami Oddziałów, powołano do życia jeden połączony Pieniński Oddział PTTK w nowo utworzonym mieście Szczawnica-Krościenko. Stan ten trwał 7 lat i niczym szczególnym w wiekowej historii Oddziału się nie zapisał.
- 15 marca 1981 roku odbył się ponownie Nadzwyczajny Walny Zjazd Oddziału PTTK w Krościenku. Był on konsekwencją uchwały Walnego Zjazdu Sprawozdawczo-Wyborczego Pienińskiego Oddziału PTTK w byłym mieście Szczawnica-Krościenko z dnia 25 stycznia 1981 roku. Uchwałą tą, która rozłączyła Oddział Pieniński, przywrócono ponownie stan sprzed 31 marca 1974 roku.
- 16–18 sierpnia 2013 – wspólne obchody 120-lecia istnienia Oddziałów Pienińskich PTTK w Krościenku i Szczawnicy, nawiązujących swoją tradycją do Pienińskiego Oddziału TT i Pienińskiego Oddziału PTT.

## Koło Przewodników Beskidzkich przy Oddziale PTTK w Krościenku nad Dunajcem
Koło Przewodników istnieje przy Oddziale od roku 1956.

## Znani członkowie Oddziału
- Franciszek Koterba – długoletni działacz, przewodnik górski oraz jeden ze współzałożycieli Oddziału w Krościenku nad Dunajcem.
- Jan Wiktor – pisarz, piewca piękna Pienin, od 1965 honorowy członek Koła Przewodników Beskidzkich w Krościenku nad Dunajcem.

## Imprezy turystyczne i krajoznawcze
- od 1970 roku: Rajd Szlakami Partyzantów – organizowany w celu uczczenia pamięci uczestników walk partyzanckich na Podhalu oraz popularyzacja turystyki górskiej (corocznie we wrześniu).

## Szlaki turystyczne
- Główny Szlak Beskidzki na odcinku: Krościenko nad Dunajcem – Marszałek – Lubań – Runek – Bukowinka – Przełęcz Knurowska – polana Fiedorówka
- Grywałd – Lubań – Ochotnica Dolna
- Czorsztyn – Kluszkowce – Lubań – Ochotnica Dolna
- Tylmanowa – Pasterski Wierch – Lubań (Średni Groń)
- Niedzica – Sromowce Wyżne-Kąty
- Huba – połączenie z GSB w rejonie Kotelnicy
- Maniowy – Mizerna – połączenie z GSB w rejonie polany Kudów
- Osada Czorsztyn – Kluszkowce – Rezerwat przyrody Modrzewie – Gierowa Góra – Lubań
- Ochotnica Dolna – Jaworzynka Gorcowska – główny grzbiet pasma Gorca
- Ochotnica Górna – dolina potoku Jamne – Gorczańska Chata (d. Hawiarska Koliba) – Polana Przysłop Dolny
- szlaki dojściowe do Pienińskiego Parku Narodowego na terenie gmin Czorsztyn i Krościenko nad Dunajcem.